# Хабарлаг
Хабарла́г (Хабаровский исправительно-трудовой лагерь) — подразделение, действовавшее в структуре Главного управления исправительно-трудовых лагерей Народного комиссариата внутренних дел СССР (ГУЛАГ НКВД СССР).

## История
Хабарлаг выделен в самостоятельное подразделение в структуре НКВД СССР в 1938 году на базе расформированного в том же году Дальлага. Управление Хабарлага располагалось в городе Хабаровске. В оперативном командовании он подчинялся непосредственно ГУЛАГу НКВД.
Максимальное единовременное количество заключённых могло составлять 22 500 человек.
В 1940 году реформирован в Управление исправительно-трудовых лагерей и колоний Управления НКВД по Хабаровскому краю.

## Производство
Основным видом производственной деятельности заключенных Хабарлага было промышленное строительство.

## Начальники лагеря
- Сусман ?.?. (упом. в 1940 г.)
- Орлов ?.?. (упом. в 1940 г.)